# Seznam představených místních pravoslavných církví
Představení pravoslavných církví jsou prvohierarchové místních pravoslavných církví. Představení musejí být v hodnosti biskupa a mohou být také nositeli dalších hodností, např. patriarcha, metropolita či arcibiskup (archiepiskop).

## Seznam představených
| Fotografie | Jméno                 | Titul | Začátek zmocnění                                          |
| ---------- | --------------------- | --- | --------------------------------------------------------- |
|            | Bartoloměj I.         | Nejsvětější archiepiskop konstantinopolský — Patriarcha Nového Říma a celého světa                                                                                         | 22. října 1991                                            |
|            | Teodor II.            | Svatý otec a patriarcha velikého města Alexandrie, Lívie, Pentapole, Etiopie, Egypta a celé Afriky                                                                         | 9. října 2004                                             |
|            | Ignát IV.             | Patriarcha antiochijský a celého Východu | 2. července 1979                                          |
|            | Teofil III.           | Patriarcha Svatého města Jeruzaléma a celé Palestiny, Sýrie, Arábie, obou břehů Jordánu, Káně galilejské a svaté hory Siónu                                                | 22. srpna 2005                                            |
|            | Kiril                 | Patriarcha moskevský a celé Rusi | 27. ledna (zvolen), 1. února (intronizován) 2009          |
|            | Ilja II.              | Katolikos-patriarcha celé Gruzie, archiepiskop mc’chetský a tbiliský a metropolita Picundy a C‘chum-Abchazeti                                                              | 23. prosince 1977                                         |
|            | Irenej                | Arcibiskup pećský, metropolita bělehradsko-karlovický, patriarcha srbský                                                                                                   | 22. ledna (zvolen), 23. ledna (intronizován), 2010        |
|            | Daniel                | Arcibiskup bukurešťský, metropolita muntenský a dobrudžský, místodržící Cesarie Kapadokijské Кесарии Каппадокийской, metropolita ungro-vlašský, patriarcha celého Rumunska | 30. července 2007                                         |
|            | Neofyt Bulharský      | Patriarcha bulharský | 24. února 2013                                            |
|            | Chrysostom II.        | Archiepiskop Nové Justiniány a celého Kypru | 5. listopadu 2006                                         |
|            | Jeroným II.           | Archiepiskop athénský a celé Hellady | 7. února 2008                                             |
|            | Anastáz               | Archiepiskop tiranský a celé Albánie, metropolita tiransko-durësko-elbasanský                                                                                              | 24. června 1992                                           |
|            | Sáva                  | Metropolita varšavský a celého Polska | 12. května 1998                                           |
|            | Rastislav             | metropolita českých zemí a Slovenska, arcibiskup prešovský | 11. ledna 2014 (od 9. prosince 2013 metropolitní správce) |
|            | Locum tenens Nataniel | Arcibiskup washingtonský, metropolita celé Ameriky a Kanady |                                                           |